# أليس تيري
أليس تيري (بالإنجليزية: Alice Terry)‏ هي مخرجة وممثلة أمريكية، ولدت في 29 يوليو 1899 في الولايات المتحدة، وتوفيت في 22 ديسمبر 1987 بلوس أنجلوس في الولايات المتحدة.

## أعمال

### أفلام
- (1917) النفقة
- (1921) القوة القاهرة

## وصلات خارجية
- أليس تيري على موقع IMDb (الإنجليزية)
- أليس تيري على موقع ألو سيني (الفرنسية)
- أليس تيري على موقع أول موفي (الإنجليزية)
- أليس تيري على موقع قاعدة بيانات الأفلام السويدية (السويدية)
- أليس تيري على موقع إن إن دي بي (الإنجليزية)
- أليس تيري على موقع قاعدة بيانات الفيلم (الإنجليزية)
- أليس تيري على موقع كينوبويسك (الروسية)